# Pierre Théodore Jeunet
Pour les articles homonymes, voir Jeunet (homonymie).
Pierre Théodore Jeunet, né à Provins le 30 juillet 1821 et mort à Amiens le 15 mai 1882, est un imprimeur et éditeur français. 

## Biographie
Fils de Louise Lebeau, l'égérie d'Hégésippe Moreau, et de Pierre Nicolas Jeunet, un employé de préfecture, bachelier ès lettres, il fonde son entreprise d'imprimerie à Abbeville en 1843 qu'il transfère ensuite à Amiens en 1857. Il imprimera de nombreux ouvrages locaux tels les œuvres d'Aimé et Louis Duthoit mais aussi le Journal d'Amiens qu'il a fondé en 1857 et dirige. 
Il est l'éditeur original de discours et petits textes de Jules Verne, par ailleurs son ami, tels Vingt-quatre minutes en ballon ou Une ville idéale. 
Jules Verne prononce un discours le 17 mai 1882 lors de ses obsèques au cimetière du Petit-Saint-Jean à Amiens.